# Martín Chambi

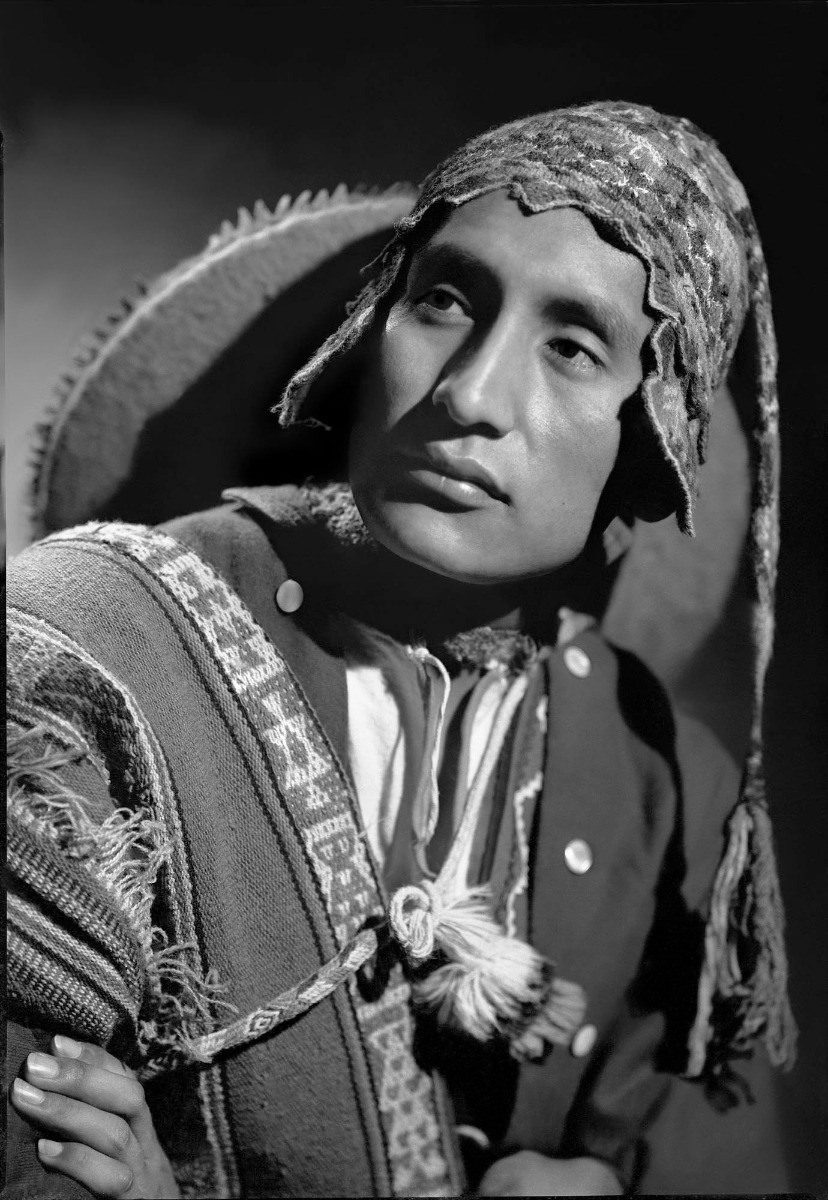
Annemarie Heinrichová: Martín Chambi, 1938

Martín Jerónimo Chambi Jiménez (5. listopadu 1891, Coasa, departement Puno – 13. září 1973, Cuzco) byl peruánský fotograf. Byl jedním z prvních významných původních indiánských fotografů v Latinské Americe a je považován za průkopníka portrétní fotografie. Proslul snímky dokumentujícími biologickou a etnickou rozmanitost, jimiž zachytil peruánské obyvatelstvo i jeho kulturní dědictví a byl plodným portrétním fotografem ve městech i na venkově peruánských Andách. Kromě toho pořizoval také množství krajinářských snímků, které prodával především ve formě pohlednic – formátu, který v Peru zpopularizoval. Martín Chambi se vždy snažil dozvědět více o svém řemesle, učit se od svých starších kolegů v Arequipě (kde se v útlém věku setkal s bratry Vargasovými), v Cuscu, Limě a v zahraničí.
V roce 1979 uspořádalo newyorské Museum of Modern Art retrospektivní výstavu Chambiho díla, která později putovala po dalších místech a inspirovala i jiné mezinárodní výstavy jeho tvorby.

## Životopis
Martín Chambi Jiménez se narodil 5. listopadu 1891 do rodiny rolníků mluvících kečuánsky. Jeho rodiči byli Félix Chambi a Fernanda Jiménezová. Martín Chambi musel ve čtrnácti letech kvůli chudobě a smrti svého otce emigrovat a hledat práci u nadnárodních společností, které těžily zlaté doly Carabaya v džungli na břehu řeky Inambari.
Právě tam se poprvé setkal s fotografií a naučil se její základy od anglických fotografů pracujících pro těžařskou společnost Santo Domingo. Toto náhodné setkání s novou technikou v něm zažehlo jiskru, která ho vedla k tomu, aby se živil jako fotograf. Za tímto účelem v roce 1908 emigroval do města Arequipa, kde byla fotografie vysoce rozvinutá a kde vynikali významní fotografové, kteří již dlouho budovali vlastní styl a zvládli bezchybnou techniku.
Sociální a kulturní kontext, ve kterém se rozvíjel, byl optimální, jelikož rostoucí vlna turistického a historického zájmu a archeologického výzkumu (citadela Machu Picchu byla oficiálně objevena v roce 1911), stejně jako příchod moderních technologických výhod na jih (motocykly, automobily, letecká doprava, nové silnice), byly nepochybně vizuálním impulsem pro jeho pozorného ducha. Chambi byl jedním z protagonistů tzv. Escuela de Fotografía Cusqueña (Cuscké fotografické školy). Během svého života vystavoval nejméně desetkrát, a to jak v Peru, tak v zahraničí.
Slyšel jsem, že si v Chile myslí, že Indiáni nemají žádnou kulturu, že jsou necivilizovaní, že jsou intelektuálně a umělecky méněcenní ve srovnání s bělochy a Evropany. Víc než můj názor však promlouvají obrazová svědectví. Doufám, že nestranný a objektivní pozorovatel tato svědectví posoudí. Cítím, že jsem zástupcem svého národa; můj lid mluví skrze mé fotografie. 
 Martín Chambi, 1936
Mnoho kritiků tvrdí, že svou tvorbu rozdělil do dvou skupin: komerční, která zahrnovala zakázkové ateliérové a venkovní portréty, stejně jako velké skupinové portréty; a osobní, která zahrnovala jeho antropologickou práci, především portréty andských etnických skupin a místních tradičních umělců. Tato práce zahrnovala i jeho četné městské pohledy na Cuzco a pohledy na archeologické pozůstatky. Ačkoli je tato část jeho díla menšího rozsahu, vyniká tím, že byla provedena s pozoruhodnou vytrvalostí a kontinuitou.
Fotograf a filmař Paul Yule se věnoval tématu fotografie v Peru a námětem jeho prvního dokumentárního filmu Martin Chambi and the Heirs of the Incas (Martín Chambi a dědicové Inků, 1986), natočeného pro pořad BBC Arena, který zobrazuje život, dobu a současný význam tohoto fotografa Cusqueña z počátku 20. století. Byl to první z půl tuctu dokumentárních filmů, které Yule během následujících dvou desetiletí v Peru natočil a začátek oceňované spolupráce s producentem Andym Harriesem.

## Fotografická práce

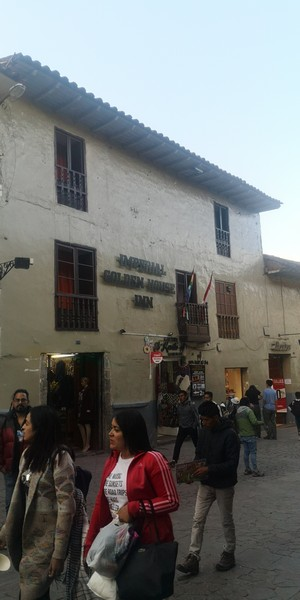
Současný pohled na budovu, kde se nacházel bývalý ateliér Martína Chambiho na ulici Marqués ve městě Cusco v Peru

Slavné záběry, na kterých zachycuje klíčové momenty moderního života starobylého hlavního města Tahuantinsuyo (například první letecký pokus provedený Velascem Astetem), by spíše představovaly střední bod mezi oběma přístupy.
Peruánský badatel Jorge Heredia, který žije v Amsterdamu v Nizozemsku, tvrdí, že dílo tohoto fotografa bylo znovu doceněno od konce 70. let s velmi rozmanitými výsledky – možná natolik různorodými, jako je samotná povaha jeho odkazu, jehož bohatost umožňuje vyzdvihnout jakýkoli aspekt pro jakýkoli typ prezentace.
 Byl fotografem bělochů, kteří toužili po jeho snímcích, ale také indiánů a míšenců. 
Jorge Heredia
Heredia rovněž uvádí, že umělce lze chápat doslova jako dokumentárního fotografa a lze k němu přistupovat s určitým formalismem nebo ho jednoduše považovat za jednoduchý umělecký produkt, stejně jako to ve své době dělal piktorialismus.
Podle některých zdrojů měl jako profesionál v oblasti obrazu jasný praktický smysl. Naznačují to odborníci v oboru, jako například filmař José Carlos Huayhuaca, autor knihy Martín Chambi, fotógrafo (Martín Chambi, fotograf), který uvádí, že byl mužem nohama na zemi, i když ne do té míry, aby dělal věci z finančních důvodů, protože jinak by zůstal v Arequipě, kde měl více příležitostí než v Cuzcu. Jedním z málo zmiňovaných období jeho života, je jeho práce fotoreportéra pro noviny La Crónica a časopis Variedades (1920-1927), peruánské publikace, které během vlády Augusta B. Leguíi hojně využívala jeho dosud nepublikované fotografie – všechny velmi sugestivní, ostré a dokonale promyšlené.
Události, zajímavosti, jedinečné skutečnosti, zkrátka zprávy – to bylo to, co fotograf z Puna, usazeného v Cuzcu, každodenně zachycoval ve své práci, a to nejen pro hlavní město Limu, ale i pro kosmopolitní město Buenos Aires, kde spolupracoval s deníkem La Nación.
Jeho dílo přesahuje osobní zájmy a zasahuje hluboko do kolektivní duše lidí. V jeho případě jeho fotografické umění nevzniká z domorodých parametrů, jak by se mohlo zdát, ačkoli tento podnět k obhajobě mu pomohl uvědomit si svou kulturní identitu. Spíše ho samotného jako umělce skutečně obohacuje v jeho snaze zachytit jedinečnost každého člověka, situace nebo krajiny.
Poté, co se za svého života těšil uznání kritiky, tisku i veřejnosti, se jeho zdraví a možná i práce zhoršily. Nicméně v roce 1958, kdy oslavil své zlaté výročí jako profesionál, se jeho image obnovila a dokonce se znovu objevil v médiích v rozhovorech a reportážích. Důležitou část Chambiho archivu spravovala jeho dcera Julia Chambi až do své smrti v roce 2003, po níž pokračoval jeho vnuk Teo, který dílo propagoval v různých latinskoamerických a evropských zemích.
Vše je uchováno v krabicích, které zanechal můj dědeček, s jeho vlastní klasifikací psanou vlastní rukou. Jde přibližně o 30 000 skleněných desek a dalších 12 000 až 15 000 fotografií na filmových rolích, což je nedávný objev, jehož podrobnosti brzy zveřejníme.  
 Teo Allain Chambi, vnuk umělce a ředitel Fotografického archivu Martína Chambiho. 
Teprve po jeho smrti v roce 1973 se jeho dílo znovu začalo studovat, oceňovat a obdivovat po celém světě, a to i prostřednictvím mezinárodních výstav, jako byla ta, která se konala v polovině 90. let v Círculo de Bellas Artes v Madridu (Španělsko), nebo ta v listopadu 2001 v Paříži (Francie) v klidném prostředí Institutu Cervantes, a dalších.
Je riskantní příliš zdůrazňovat dokumentární hodnotu jeho fotografií. Tu samozřejmě mají, ale zároveň vyjadřují jeho samotného stejně jako prostředí, ve kterém žil. Dosvědčují (...), že když se postavil za fotoaparát, proměnil se v obra – skutečnou tvůrčí sílu, která život znovu vytvářela. 
Mario Vargas Llosa

## Kontext
Chambi se narodil v jižní andské vesnici, ve venkovské komunitě s tradicemi domorodého kmene Kečuánů. Chambi byl svědkem šťastné souhry několika historických okolností. Mezi hlavní patřil pozdní příchod průmyslové revoluce v Andách se všemi následnými setkáními mezi modernitou a tradicí; relativní místní ekonomický rozmach, poháněný především zvýšeným obchodem, zlepšenou komunikací a službami a výsledným rostoucím zájmem turistů o Cuzco; a vznik pro-domorodých sociálních a politických programů vycházejících z městských center s jejich významnou propojeností uměleckých a literárních hnutí, která prostupovala kulturními aktivitami.
Ačkoli Chambi využil své situace s odhodláním, prozíravostí a talentem, tato situace je zcela neopakovatelná. Chambi byl navíc ojedinělý případ. Příležitost, kterou měl k tvorbě svých děl, byla stejně výjimečná jako jeho společenský vzestup. To vůbec neznamená, že Chambi byl v té době jediným fotografem v Cuzcu. Ve skutečnosti se zdá, že sociální, ekonomický a kulturní podmínky té doby vytvořily v Cuzcu nezbytné klima pro vlnu fotografů, kteří vytvořili jedinečná díla. Dodnes je však jediným, kdo se tímto způsobem vyšplhal po společenském žebříčku, a také, poněkud nespravedlivě, jediným, jehož dílo bylo široce uznáváno. Fotografie v Cuzcu v prvních desetiletích 20. století bylo dalším znakem rozvíjející se modernity, která prostupovala společností, spolu s železnicí, motocyklem, automobilem a letadlem, jejichž příchod Chambi zdokumentoval.
Fotografie v tomto novém prostředí byla zároveň stopou i značkou; byla prostředkem k zaznamenávání a formování imigrace – své vlastní, ostatních a také prostředí, ve kterém člověk působil. Ve skutečnosti došlo k významné konvergenci tradičních forem imigrace, a to nejen těch, které vládly v buržoazním prostředí, které Chambiho podporovalo, ale i těch, které patřily méně zvýhodněným skupinám, mestikům a domorodým obyvatelům. A všechny tyto představy se zase setkaly s výhodami, omezeními a požadavky modernity. Vzhledem ke svým specifickým vlastnostem byl samotný fotografický fenomén etapou, která velmi ovlivnila formy imigrace a zanechala v něm otisk těchto setkání, včetně všech rozdílů, komplikací a negativních následků. Chambi téměř jen dovedně reagoval na podněty jak převládající kultury, tak i kultury svého původu; živí se kulturou, aby se kultuře vracel zpět.

## Pocta
Dne 5. listopadu 2020 oslavil Google jeho 129. narozeniny prostřednictvím Google Doodle.

## Chronologie
- 1891 – Martín Chambi se narodil v Coaza, severně od jezera Titicaca (Peru), do rodiny domorodých rolníků mluvících kečuánsky.[8]
- 1905 – Smrt jeho otce. Cestuje na břehy řeky Inambari, aby pracoval ve zlatých dolech. Jedna teorie říká, že ho prvním základům fotografování naučili angličtí fotografové ze společnosti Santo Domingo Mining Co.
- 1908 – Začal pracovat jako učeň ve fotografickém ateliéru Maxe T. Vargase v Arequipě, kterého považoval za svého učitele v umění fotografie.
- 1917 – Chambi otevírá svůj první ateliér v Sicuani v Cuzcu.
- 1920 – Chambi se usadil ve městě Cuzco a stále se nacházel v malebné fázi, kterou si osvojil v Arequipě. Jeho ateliér se brzy stal nejdůležitějším, protože zahrnoval různé reality: bohaté a chudé, bílé a indiány a mestiky, tradici a obnovu a modernu, venkov a město, minulost a současnost, uměleckou fotografii a dokumentární fotografii, formu a obsah, svobodu a obchod, racionální logiku a kruhovou logiku
- 1927 – Začátek Chambiho zralého období ve fotografii.
- 1950 – Zemětřesení v Cuscu. Konec Cuscké školy. Chambi postupně opouští fotografování.
- 1958 – Výstava na počest Chambiho 50. výročí jako fotografa.
- 1964 – Výstava věnovaná Chambimu v Mexiku (první sjezd Mezinárodní federace fotografického umění)
- 1973 – Martín Chambi umírá v Cuzcu, ve svém starém ateliéru na ulici Marqués.
- 1977 – Počáteční katalogizační a restaurátorské práce na fotografickém archivu Chambi, financované nadací Earthwatch Foundation (Belmont, Massachusetts). Jeho práce začala získávat mezinárodní uznání.
- 1979 – Retrospektivní výstava Chambiho v MoMA v New Yorku.
- 1981 – Výstava latinskoamerické fotografie v Curychu (Švýcarsko).
- 1990 – Výstava věnovaná Chambimu v Círculo de Bellas Artes v Madridu.
- 2006 – Výstava věnovaná Chambimu v nadaci Telefónica v Madridu.
- 2012 – Výstava: "Peru. Martín Chambi-Castro Prieto". Provinční rada Cádiz.

## Galerie

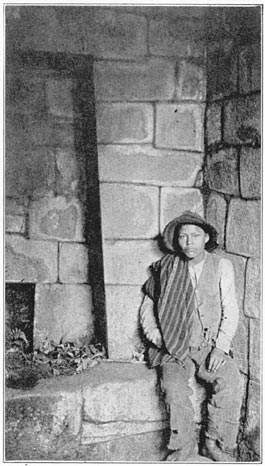
Roh interiéru jeskyně pod půlkruhovou věží ve skupině "Princezna" v Machu Picchu, po jejím znovuobjevení Hiramem Binghamem III v roce 1912
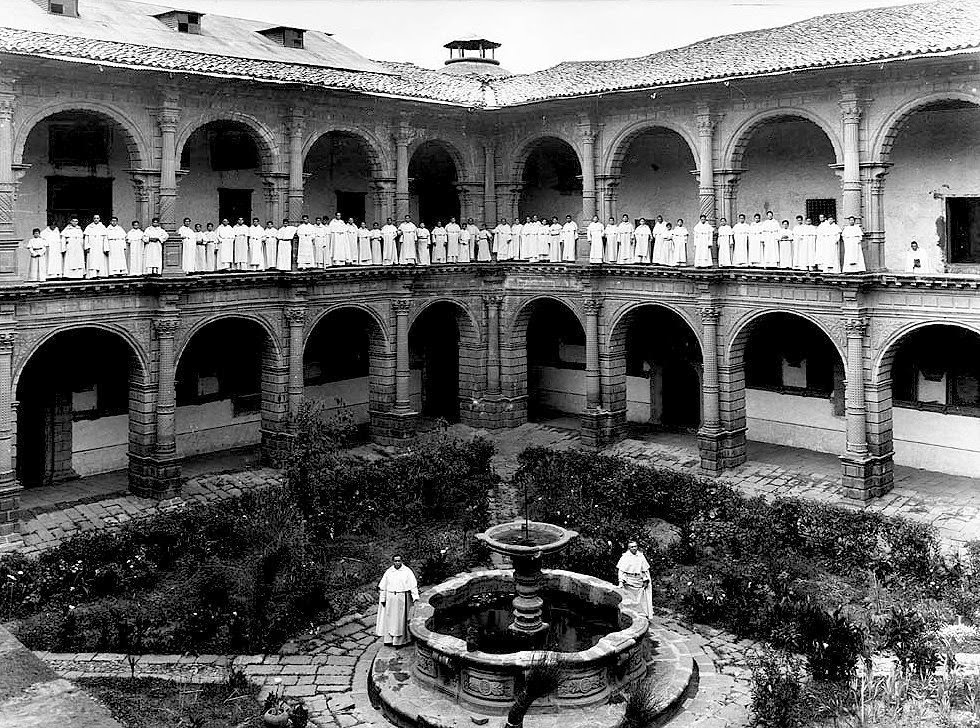
Hlavní ambit baziliky La Merced, Cuzco, Peru, 1920
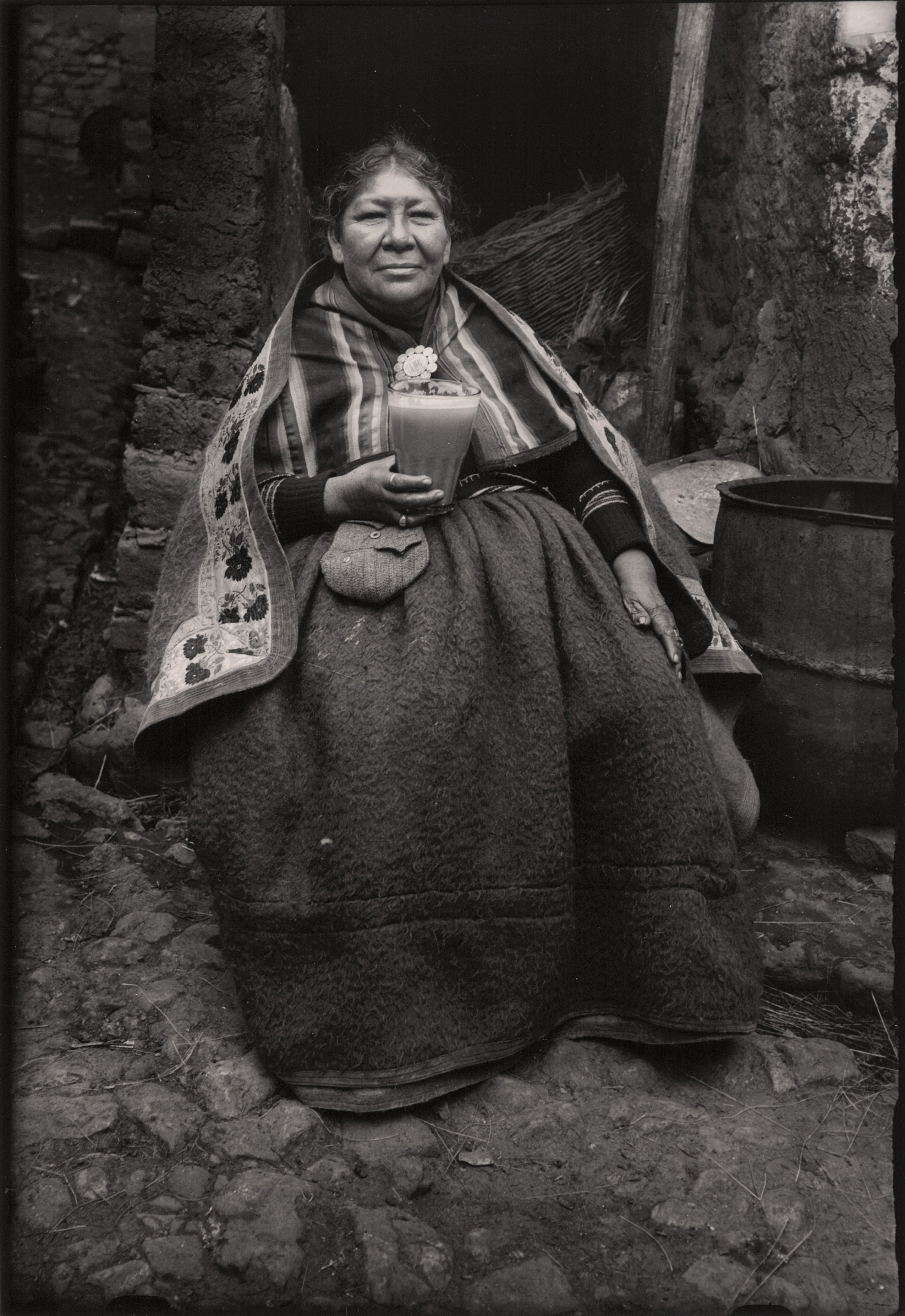
Mestická žena pijící chichu v Cuzcu, Peru, 1931